# Tony Evangelista (Schauspieler)
Tony Evangelista ist ein US-amerikanischer Schauspieler.

## Leben
Evangelista machte seinen Bachelor of Arts in Marketing an der Kent State University. Nach Nebenrollen in einem Kurz- und einem Spielfilm, verkörperte er 2010 in der Fernsehserie A Demon's Destiny: The Lone Warrior den Charakter Carbon in vier Episoden. 2013 hatte er eine Episodenrolle in der Sitcom The Mindy Project. Im selben Jahr folgte die Rolle als Dan in acht Episoden der Fernsehserie It's Temporary. 2014 hatte er in dem B-Movie Sharktopus vs. Pteracuda – Kampf der Urzeitgiganten eine größere Rolle inne. Zuletzt folgten überwiegend Episodenrollen in verschiedenen Fernsehserien oder Sitcoms.

## Filmografie
- 2008: Incrimination (Kurzfilm)
- 2009: The Diet Life
- 2010: A Demon's Destiny: The Lone Warrior (Fernsehserie, 4 Episoden)
- 2012: Attack of the 50 Foot Cheerleader
- 2013: The Mindy Project (Fernsehserie, Episode 1x23)
- 2013: It's Temporary (Fernsehserie, 8 Episoden)
- 2013: What's Up Dog, Pet Hotel (Fernsehserie)
- 2014: The Neighbor (Fernsehserie)
- 2014: A Kind of Love (Kurzfilm)
- 2014: Sharktopus vs. Pteracuda – Kampf der Urzeitgiganten (Sharktopus vs. Pteracuda) (Fernsehfilm)
- 2014: Dog Park (Fernsehserie, 2 Episoden)
- 2014: Jane the Virgin (Fernsehserie, Episode 1x01)
- 2014: Selfie (Fernsehserie, Episode 1x10)
- 2015: Driving While Black
- 2016: Tulip Hill (Kurzfilm)
- 2018: Liza on Demand (Fernsehserie, Episode 1x02)
- 2019: Brooklyn Nine-Nine (Fernsehserie, Episode 6x08)
- 2020: Extra Ordinary (Fernsehserie, 2 Episoden)